# Монах
Мона́х (м. р. греч. μοναχός — «одинокий», от μονος — «один», ж. р. мона́хиня) — обычно член религиозной общины, в соответствии с обетом ведущий аскетическую жизнь либо в рамках монашеской общины (братии), либо в одиночестве, отшельничестве. Монахи проживают в монастырях (обителях), пу́стынях, лаврах. Особая, очень сложная форма монашества — монахи в миру́, когда монах проживает среди мирян, внешне никак не выделяясь из общества, в то же время соблюдая все требования и обеты монашествующего.
Институт монашества характерен для различных направлений христианства, индуизма, джайнизма и буддизма. Иногда к монахам причисляют и дервишей, но это спорно, поскольку есть формальные отличия, дервиши могли жениться, могли жить в своих домах и жить своей собственной жизнью.
Появились монахи в середине 1 тыс. до н. э. в буддизме, с III века н. э. монашество появилось и в христианстве (монахов нет только в протестантизме).
Традиция считает основателями христианского монашества египетских подвижников святых: Павла Фивейского (умер около 341 года), Антония Великого и Пахомия на Востоке. Афанасия Великого и Мартина Турского — на Западе. Основателями русского монашества считаются преподобные Антоний и Феодосий Печерские, создавшие в XI веке Киево-Печерский монастырь.
В буддизме основателем монашества считается сам основатель буддизма — Будда Сиддхартха Гаутама Шакьямуни.

## Монахини
Монахиня — член религиозной женской общины, как правило, давшая обеты бедности, целомудрия и послушания. Термин «монахиня» применим к католикам (восточной и западной традиции), православным, англиканам, лютеранам, джайнам, буддистам, даосам и индусам («санньясины»); согласно Д. Г. Миду, подобные институты существовали уже в Древнем Египте, в Перу и в Древнем Риме (весталки).
Совместные мужские и женские монастыри были запрещены на Руси в 1504 году. Православная церковь не проводит принципиального различия между монастырем для женщин и для мужчин.
Все буддийские традиции имеют институт монахинь, хотя их статус отличается в разных буддистских странах. Будда, как сообщается, позволил женщинам стать членами буддийской монашеской общины сангхи с большой неохотой, предсказывая, что этот шаг приведёт к краху буддизма не через 1000 лет, как то было бы без такового, а через 500. Впрочем, это пророчество упоминается в канонах единственный раз, к тому же являясь единственным пророчеством с указанием сроков, что позволяет предполагать о том, что оно является более поздним дополнением. В 2012 году у буддийских монахинь в тибетском буддизме появилось право получения высшей научной степени, доктора буддийской философии («гешема»), раньше доступной только для мужчин — геше (доктор богословия).

## Категории монахов
- авва
- аскет
- ачарья
- бонза
- брахмачарья
- бхикшу (бхикшуни)
- затворник
- игумен (игуменья)
- иеромонах (и иеросхимонах)
- инок (инокиня)
- келарь
- лама
- насельник какого-либо монастыря
- отшельник
- послушник
- преподобный
- просфорник
- пустынник (пустынножитель)
- рясофор
- столпник
- схимонах (схимник)
- монах в миру́.

### Сиромах
Сиромах (цсл.: «бедный», рус.: «сирота», также сиромаха, сирома) ― бродячий монах, не имеющий постоянного места пребывания в каком-либо монастыре.
Особый род отшельников, которые не имеют никакой собственности и живут в естественных пещерах, дуплах деревьев, землянках или под камнями. На праздники сиромахи приходят в тот или иной монастырь и, получив пропитания и приняв участие в богослужениях, опять отшельничают. Сиромахи особенно распространены на Афоне.

## Одежда и принадлежности
- вериги
- власяница
- епитрахиль
- камилавка
- клобук
- крест
- куколь
- мантия
- параман (и аналав)
- патра
- подризник
- подрясник
- посох (жезл)
- ряса
- скуфья
- хитон
- чётки

## Ограничения
- ахимса
- затвор
- епитимья
- нестяжание
- обет
- отшельничество
- послушание
- постриг
- проповедь
- служение ближним
- смирение
- схима
- утешение ближних
- целибат (безбрачие)